# Clostridium frigoris
Clostridium frigoris è una specie di batterio appartenente alla famiglia delle Clostridiaceae.